# 迪茲海崖
72°2′S 62°8′W / 72.033°S 62.133°W
迪茲海崖（英語：Dietz Bluff），是南極洲的海崖，位於帕爾默地，處於希爾頓灣，在1940年由美國研究隊發現，美國地質調查局根據測量和該國海軍的空中照片繪入地圖，現時由南極條約體系管理。